# Yanomamite
La yanomamite è un minerale.